# 모정의 비밀
"모정의 비밀"은 1968년 공개된 대한민국의 영화이다.

## 배역
- 황정순
- 신성일
- 윤정희
- 남궁원
- 잔계현
- 최남현
- 이낙훈
- 박미영
- 오지명
- 주선태
- 김선재
- 김칠성